# Brian Keith
Robert Brian Keith Jr. (Bayonne, 14 novembre 1921 – Malibù, 24 giugno 1997) è stato un attore statunitense.
Nella sua carriera, che durò fino alla fine degli anni novanta, passò dai film western a quelli di Disney, lavorando anche in televisione dove si distinse in particolare per il ruolo di Bill Davis, zio di Buffy, Jody e Cissy nella serie televisiva Tre nipoti e un maggiordomo (1966-1971).

## Biografia

### La carriera
Nacque a Bayonne (New Jersey) dall'attore Robert Keith e da Helena Shipman, interprete di teatro. Dopo il divorzio dei genitori visse a Hollywood con la madre e la nonna materna. Qui intraprese la carriera di attore, facendo la prima apparizione cinematografica già all'età di tre anni nel film muto Pied Piper Malone (1924). Dal 1927 al 1929, matrigna di Keith fu Peg Entwistle, nota attrice di Broadway, che si suicidò nel 1932, gettandosi dalla "H" della famosa Scritta Hollywood.
Ottenuto il diploma presso la East Rockaway High School nel 1939, Keith si arruolò nel corpo dei Marines dal 1942 al 1945, combattendo come artigliere durante la seconda guerra mondiale, al termine della quale venne decorato con la Air Medal. Dopo la fine della guerra divenne attore teatrale, cinematografico e televisivo, figurando come guest star in molti telefilm, come Alfred Hitchcock presenta, e interpretando da protagonista celebri serie quali Tre nipoti e un maggiordomo e Hardcastle & McCormick. Negli anni '60 partecipò ai film Disney in live action Dieci uomini coraggiosi, Il cow-boy col velo da sposa, Un tipo lunatico, Sam il selvaggio, Tigre in agguato e I cacciatori del lago d'argento.
La sua ultima interpretazione fu quella del presidente McKinley nella miniserie televisiva Rough Riders, dove era diretto dall'amico John Milius che già nel 1975 l'aveva voluto in un altro suo film epico, Il vento e il leone, dove rivestiva i panni di un altro presidente, quelli di Teddy Roosevelt. Keith si suicidò un mese prima dell'uscita del film. Segui il tuo cuore (1999), che appare nella sua filmografia come il suo ultimo film, ma che in realtà venne girato nel 1996.

### Vita privata
Keith si sposò tre volte, la prima con Frances Helm; quindi, nel 1955, con Judith Landon; infine, nel 1970, con l'attrice hawaiana Victoria Young. Dai suoi tre matrimoni ebbe quattro figli, ed altri tre furono adottati durante la unione con Judith Landon. Daisy Keith, nata dal matrimonio con Victoria Young, diventò a sua volta una attrice e recitò con il padre nella serie Heartland nel 1989.

### La malattia ed il suicidio
Durante l'ultimo periodo della sua vita Keith soffrì di enfisema polmonare e gli venne diagnosticato un cancro ai polmoni, sebbene avesse smesso di fumare circa dieci anni prima della diagnosi (aveva anche partecipato come testimonial a una campagna pubblicitaria per le sigarette Camel nel 1955).
Due mesi dopo la tragica scomparsa della figlia Daisy (suicida il 16 aprile 1997), Keith fu trovato morto a Malibù (California) il 24 giugno 1997: si era tolto la vita con un colpo d'arma da fuoco, vittima degli effetti depressivi della chemioterapia e oppresso dal dolore per la recente morte della figlia. Le sue ceneri sono tumulate assieme a quelle di Daisy nel Westwood Village Memorial Park Cemetery a Los Angeles, ove riposano anche le ceneri di Sebastian Cabot, che recitò con Keith nella serie TV Tre nipoti e un maggiordomo, nel ruolo di maggiordomo. 

## Filmografia

### Cinema
- Pied Piper Malone, regia di Alfred E. Green (1924)
- The Other Kind of Love, regia di Duke Worne (1924) - non accreditato
- Knute Rockne All American, regia di Lloyd Bacon (1940) - non accreditato
- Boomerang - L'arma che uccide (Boomerang!), regia di Elia Kazan (1947) - non accreditato
- Il ritratto di Jennie (Portrait of Jennie), regia di William Dieterle (1948) - non accreditato
- 14ª ora (Fourteen Hours), regia di Henry Hathaway (1951) - non accreditato
- La freccia insanguinata (Arrowhead), regia di Charles Marquis Warren (1953)
- Nei mari dell'Alaska (Alaska Seas), regia di Jerry Hopper (1954)
- Il tesoro del Rio delle Amazzoni (Jivaro), regia di Edward Ludwig (1954)
- The Bamboo Prison, regia di Lewis Seiler (1954)
- Uomini violenti (The Violent Men), regia di Rudolph Maté (1955)
- Quarto grado (Tight Spot), regia di Phil Karlson (1955)
- 5 contro il casinò (5 Against the House), regia di Phil Karlson (1955)
- Al centro dell'uragano (Storm Center), regia di Daniel Taradash (1956)
- L'alibi sotto la neve (Nightfall), regia di Jacques Tourneur (1957)
- Anonima omicidi (Chicago Confidential), regia di Sidney Salkow (1957)
- Dino, regia di Thomas Carr (1957)
- La sfida dei fuorilegge (Hell Canyon Outlaws), regia di Paul Landres (1957)
- La tortura della freccia (Run of the Arrow), regia di Samuel Fuller (1957)
- L'assassino sul tetto (Appointment with a Shadow), regia di Richard Carlson (1957)
- Sierra Baron, regia di James B. Clark (1958)
- Il grande rischio (Violent Road), regia di Howard W. Koch (1958)
- L'urlo dei comanches (Fort Dobbs), regia di Gordon Douglas (1958)
- Il generale dei desperados (Villa!), regia di James B. Clark (1958)
- Desert Hell, regia di Charles Marquis Warren (1958)
- I segreti di Filadelfia (The Young Philadelphians), regia di Vincent Sherman (1959)
- Dieci uomini coraggiosi (Ten Who Dared), regia di William Beaudine (1960)
- Il cowboy con il velo da sposa (The Parent Trap), regia di David Swift (1961)
- La morte cavalca a Rio Bravo (The Deadly Companions), regia di Sam Peckinpah (1961)
- Un tipo lunatico (Moon Pilot), regia di James Neilson (1962)
- Sam il selvaggio (Savage Sam), regia di Norman Tokar (1963)
- I temerari del West (The Raiders), regia di Herschel Daugherty (1963)
- Tigre in agguato (A Tiger Walks), regia di Norman Tokar (1964)
- Mentre Adamo dorme (The Pleasure Seekers), regia di Jean Negulesco (1964)
- I cacciatori del lago d'argento (Those Calloways), regia di Norman Tokar (1965)
- La carovana dell'alleluja (The Hallelujah Trail), regia di John Sturges (1965)
- Arrivano i russi, arrivano i russi (The Russians Are Coming, the Russians Are Coming), regia di Norman Jewison (1966)
- Rancho Bravo (The Rare Breed), regia di Andrew V. McLaglen (1966)
- Stazione Luna (Way...Way Out), regia di Gordon Douglas (1966)
- Nevada Smith, regia di Henry Hathaway (1966)
- Riflessi in un occhio d'oro (Reflections in a Golden Eye), regia di John Huston (1967)
- C'è un uomo nel letto di mamma (With Six You Get Eggroll), regia di Howard Morris (1968)
- Krakatoa, est di Giava (Krakatoa, East of Java), regia di Bernard L. Kowalski (1969)
- Chicago, Chicago (Gaily, Gaily), regia di Norman Jewison (1969)
- Supponiamo che dichiarino la guerra e nessuno ci vada (Suppose They Gave a War and Nobody Came?), regia di Hy Averback (1970)
- Uomini e filo spinato (The McKenzie Break), regia di Lamont Johnson (1970)
- Ti combino qualcosa di grosso (Something big), regia di Andrew V. McLaglen (1971)
- L'ultimo eroe del West (Scandalous John), regia di Robert Butler (1971)
- Il solitario del West (The Bull of the West), regia di Paul Stanley (1972)
- Yakuza (The Yakuza), regia di Sydney Pollack (1974)
- Il vento e il leone (The Wind and the Lion), regia di John Milius (1975)
- Vecchia America (Nickelodeon), regia di Peter Bogdanovich (1976)
- Joe Pantera (Joe Panther), regia di Paul Krasny (1976)
- Collo d'acciaio (Hooper), regia di Hal Needham (1978)
- Meteor, regia di Ronald Neame (1979)
- I giganti del West (The Mountain Men), regia di Richard Lang (1980)
- Charlie Chan e la maledizione della Regina Drago (Charlie Chan and the Curse of the Dragon Queen), regia di Clive Donner (1981)
- Pelle di sbirro (Sharky's Machine), regia di Burt Reynolds (1981)
- World War III, regia di David Greene e Boris Sagal (1982)
- Il sergente di fuoco (Death Before Dishonor), regia di Terry Leonard (1987)
- After the Rain, regia di Harry Thompson (1988)
- Young Guns - Giovani pistole (Young Guns), regia di Christopher Cain (1988)
- Ritorno dalla morte (Welcome Home), regia di Franklin J. Schaffner (1989)
- Wind Dancer, regia di Craig Clyde (1993)
- Entertaining Angels: The Dorothy Day Story, regia di Michael Ray Rhodes (1996)
- Segui il tuo cuore (Follow Your Heart), regia di Lorenzo Doumani (1999)

### Televisione
- Suspense – serie TV, 7 episodi (1952)
- Crusader – serie TV, 52 episodi (1955-1956)
- Climax! – serie TV, episodio 4x10 (1957)
- Wire Service – serie TV, episodio 1x39 (1957)
- The Further Adventures of Ellery Queen – serie TV, episodio 1x15 (1959)
- Gli uomini della prateria (Rawhide) – serie TV, episodio 1x21 (1959)
- The Westerner – serie TV, 13 episodi (1960)
- Alfred Hitchcock presenta (Alfred Hitchcock Presents) – serie TV, episodi 4x31-5x05-5x34-7x20 (1959-1962)
- The Americans – serie TV, episodio 1x12 (1961)
- Outlaws – serie TV, episodi 2x03-2x14 (1961-1962)
- Follow the Sun – serie TV, episodio 1x21 (1962)
- L'ora di Hitchcock (The Alfred Hitchcock Hour) – serie TV, episodio 1x03 (1962)
- Corruptors (Target: The Corruptors) – serie TV, episodi 1x32-1x33 (1962)
- Sam Benedict – serie TV, 1 episodio (1963)
- Il virginiano (The Virginian) – serie TV, episodio 1x15 (1963)
- Fear in a Desert City (episodio pilota per Il fuggitivo) (1963)
- Indirizzo permanente (77 Sunset Strip) – serie TV, episodio 6x01 (1963)
- La grande avventura (The Great Adventure) – serie TV, episodio 1x22 (1964)
- Profiles in Courage – serie TV, 1 episodio (1964)
- Tre nipoti e un maggiordomo (Family Affair) – serie TV, 138 episodi (1966-1971)
- I bambini del dottor Jamison (The Brian Keith Show) – serie TV, 47 episodi (1972-1974)
- Caccia grossa (The Zoo Gang) – serie TV, 6 episodi (1974)
- Archer – serie TV, 6 episodi (1975)
- Alla conquista del West (How the West Was Won) – serie TV, 3 episodi (1977)
- Colorado (Centennial) – miniserie TV, 12 episodi (1978-1979)
- Una storia del West (The Chisholms) – serie TV, 1 episodio (1979)
- La terza guerra mondiale (World War III) – miniserie TV, 1 episodio (1982)
- Il villaggio maledetto (Cry for the Strangers), regia di Peter Medak – film TV (1982)
- Hardcastle & McCormick – serie TV, 67 episodi (1983-1986)
- La signora in giallo (Murder, She Wrote) – serie TV, episodio 1x00 (1984)
- Pursuit of Happiness – serie TV, 10 episodi (1987)
- Heartland – serie TV, 10 episodi (1989)
- Perry Mason: Arringa finale (Perry Mason: The Case of the Lethal Lesson) – film TV, regia di Christian I. Nyby II (1989)
- Walter and Emily – serie TV, 13 episodi (1991-1992)
- Star Trek: Deep Space Nine – serie TV, 1 episodio (1993)
- Spider-Man: The Animated Series – serie d'animazione, 3 episodi (1995-1998) – Ben Parker
- Il tocco di un angelo (Touched By an Angel) – serie TV, 1 episodio (1996)
- Walker Texas Ranger – serie TV, episodio 5x03 (1996)
- La seconda guerra civile americana (The Second Civil War), regia di Joe Dante – film TV (1997)
- Rough Riders, regia di John Milius – miniserie TV (1997)

## Teatro
- Heyday (1946)
- Mister Roberts (1948)
- Darkness at Noon (1951)
- Da (1978)

## Doppiatori italiani
Nelle versioni in italiano delle opere in cui ha recitato, Brian Keith è stato doppiato da:
- Giuseppe Rinaldi in Al centro dell'uragano, La tortura della freccia, Il cow-boy col velo da sposa, Un tipo lunatico, Tigre in agguato, I cacciatori del lago d'argento
- Pino Locchi in Nei mari dell'Alaska, L'alibi sotto la neve, Sam il selvaggio, La carovana dell'alleluja
- Gualtiero De Angelis in Uomini violenti, L'urlo dei Comanches, Il grande rischio, I segreti di Filadelfia
- Emilio Cigoli in Dino, Sierra Baron, Mentre Adamo dorme, Riflessi in un occhio d'oro
- Bruno Persa ne La freccia insanguinata, Stazione luna
- Corrado Gaipa in Krakatoa, est di Giava, L'ultimo eroe del West
- Marcello Tusco in I giganti del West, Hardcastle & McCormick
- Giulio Panicali in 5 contro il casinò
- Renato Turi in Arrivano i russi, arrivano i russi
- Carlo Romano in Rancho Bravo
- Aldo Giuffré in Nevada Smith
- Franco Morgan in Tre nipoti e un maggiordomo (1ª voce)
- Carlo Cataneo in Tre nipoti e un maggiordomo (2ª voce)
- Germano Longo in Yakuza
- Giampiero Albertini ne Il vento e il leone
- Sergio Rossi in Alla conquista del West
- Vittorio Di Prima in Perry Mason: Arringa finale
- Glauco Onorato ne La signora in giallo
- Vittorio Di Prima in Perry Mason: Arringa finale
- Enzo Garinei in I ragazzi della prateria
- Sandro Tuminelli in Star Trek: Deep Space Nine
- Alessandro Rossi in Madri in guerra
- Giancarlo Padoan in Walker Texas Ranger
- Gianni Musy in La seconda guerra civile americana
- Renzo Stacchi in Dieci uomini coraggiosi (doppiaggio tardivo)
- Francesco Pannofino in La morte cavalca a Rio Bravo (doppiaggio tardivo)

Da doppiatore è sostituito da:
- Giuliano Santi in Spiderman